# Leonardo Pedersen
 Hans Leonardo Pedersen (Kopenhagen, 2 juli 1942) is een Deense jazzmuzikant. Hij speelt saxofoon, klarinet en fluit en is een bigband-leider.

Pedersen richtte in 1958 zijn eerste jazzband op, waaruit later Leonardo Pedersens Jazzkapel voortkwam. Met deze groep toerde hij in 1963 in Denemarken en Zweden, en later ook in Duitsland, Noorwegen en het Verenigd Koninkrijk. In 1968 verscheen zijn debuutalbum Danish Traditional Jazz. Muzikaal staat de bigband in de traditie van de grote swingbands van Count Basie, Quincy Jones en Louis Jordan. Verder trad Pedersen op met onder meer Albert Nicholas, Al Grey, Sweets Edison, Richard Boone,  Johnny Griffin, Svend Asmussen en Eddie Lockjaw Davis. In 1983 had de band een eigen tv-show, waarin ook Etta Cameron, Benny Bailey en Benny Waters optraden.
Tussen 1978 en 1988 speelde Pedersen in de groep Barbarossa en van 1986 tot 1989 bij Van Diego. Tevens speelde hij in het Original Danish Polcalypso Orchestra. Pedersen deed mee aan opnames van de 'Hans Knudsen Jazzband', Peter Abrahamsen en Henrik Barner. In 2013 vierde Leonardo Pedersens Jazzkapel in Jazzhus Montmartre haar vijftigste verjaardag.

## Discografie (selectie)
- Edison, Davis & Boone with Leonardo Pedersen's Jazzkapel (Storyville Records, 1977)